# Права ЛГБТ в Японії
Права лесбійок, геїв, бісексуалів, трансгендерних (ЛГБТ) у Японії відносно прогресивні за азійськими мірками. Одностатева сексуальна активність була лише коротко криміналізована в історії Японії між 1872 та 1880 роками, після чого локальна версія Наполеонівського кримінального кодексу була прийнята з рівним віком згоди. Одностатеві пари та домогосподарства, очолювані одностатевими парами, не підлягають правовому захисту, передбаченому для подружжя протилежної статі, хоча з 2015 року деякі міста пропонують символічні «сертифікати про партнерство» для визнання стосунків одностатевих пар.
Культура Японії та основні релігії не мають підстав до ворожого ставлення до гомосексуальності. Як повідомляється, більшість громадян Японії висловлюються за прийняття гомосексуальності. Опитування 2013 року показало, що 54 % погодилися з тим, що гомосексуальність має бути прийнята суспільством, а 36 % не погодились — між цими двома групами був великий віковий розрив. Хоча багато політичних партій відкрито не підтримують чи протистоять ЛГБТ-правам, є кілька відкритих ЛГБТ-політиків. Закон, що дозволяє трансгендерним особам змінити свою законну гендерну операцію після перепризначення статі та стерилізації, був прийнятий 2002 року. Дискримінація за ознаками сексуальної орієнтації та гендерної ідентичності заборонена в деяких містах, включаючи Токіо.
Токійський райдужний прайд проводиться щорічно з 2012 року, кількість відвідувачів збільшується з кожним роком. Опитування громадськості у 2015 році показало, що більшість японців підтримують легалізацію одностатевих шлюбів. Подальші опитування громадської думки, проведені протягом наступних років, виявили високий рівень підтримки одностатевих шлюбів серед японської громадськості, особливо серед молодого покоління.

## Законність одностатевої сексуальної активності
Гомосексуальність є законною в Японії. Не існує явних релігійних заборон проти одностатевих стосунків в традиційній релігії Японії, синтоїзмі або в імпортних релігіях буддизму або конфуціанстві.
Гомосексуальність вперше була піддана кримінальній відповідальності в Японії в 1872 році, в ранню еру Мейдзі, щоб відповідати нещодавно введеним віруванням західної культури та юридичним кодексам Цін. Але це положення було скасовано вже через сім років Кримінальним кодексом 1880 року відповідно до Наполеонівського кримінального кодексу. З того часу в Японії не було законів проти гомосексуальності. Таким чином, секс серед дорослих, що погоджуються, приватно, незалежно від статевої орієнтації та/або статі, згідно із законодавством Японії є законним.
Мінімальний вік згоди в Японії становить 13 років. Однак у всіх муніципалітетах та префектурах є свої особливі закони, такі як Закон про захист молоді у Токіо (яп. 東京都青少年の健全な育成に関する条例), яка забороняє сексуальну активність з молодою особою, якій ще не виповнилося 18 років, у більшості випадків. На додаток, хоча вік згоди в Японії може бути 13, вік голосування — 18. Вік повноліття становить 20 (закон про зниження віку повноліття до 18 років планується набути чинності у 2022 р.) а вік, з якого можна отримати водійські права — 18 років.

## Усиновлення та виховання батьків
Одностатевим парам заборонено легально усиновляти в Японії. Лесбійські пари та самотні жінки не мають доступу до ЕКЗ та штучного запліднення.
У квітні 2017 року Осака офіційно визнала одностатеву пару прийомними батьками, зробивши це першим подібним випадком у Японії.

## Знущання в школах
У 2017 році Міністерство освіти додало до своєї національної політики знущань сексуальну орієнтацію та гендерну ідентичність. Політика передбачає, що школи повинні запобігати знущанням учнів на основі їх сексуальної орієнтації чи гендерної ідентичності, сприяючи належному розумінню вчителів щодо сексуальної орієнтації чи гендерної ідентичності, а також обов'язковому інформуванню про необхідні заходи школи щодо цього питання.
У січні 2018 року, після гучного інциденту 2015 року, під час якого студент-гей з університету Хітоцубасі покінчив життя самогубством після того, як його сексуальну орієнтацію було розкрито проти його волі, місто Кунітачі прийняло постанову про противиступне сприяння розумінню ЛГБТ-людей.

## Інше
У червні 2019 року, після трьох років консультацій, спеціальний комітет керівної Ліберально-демократичної партії (ЛДПЯ) оголосив, що законопроєкт про взаєморозуміння та вдосконалення ЛГБТ, який має на меті покращити розуміння ЛГБТ-питань Однак, ЛГБТ-правозахисники розкритикували законопроєкт за його неприйняття, не згадуючи про одностатеві шлюби чи антидискримінаційний захист.